# Uranotaenia shillitonis
Uranotaenia shillitonis är en tvåvingeart som beskrevs av Edwards 1932. Uranotaenia shillitonis ingår i släktet Uranotaenia och familjen stickmyggor. Inga underarter finns listade i Catalogue of Life.